# Abechiu
Abechiu / 'hooting of an owl' , onomatopeja Tewa Indijanaca za hukanje sove; prema američkom antropologu i arheologu E. L. Hewettu Robert Hixson Julyan navodi uz Hewettovo još neka moguća značenja, chokecherry, odnosno virginijska borovnica, vrsta manjeg sjevernoameričkog drveta. treće moguće značenje koje navodi je large grove/, pretpovijesni pueblo Tewa Indijanaca što se nalazio na mjestu poznatom kao La Puente blizu južne obale Rio Chama, oko tri milje jugoistiočno od današnjeg grada Abiquiu u okrugu Rio Arriba, Novi Meksiko.
Selo je bilo napušteno možda negdje 1500. godine zbog napada Juta, Navaha i Apača koji su si podijeli dolinu Chama